# 哈布爾角
61°11′S 54°8′W / 61.183°S 54.133°W
哈布爾角（Humble Point），是南極洲的海岬，位於南設得蘭群島的克拉倫斯島西岸，處於勞埃德角西南面9公里，在1950年代被繪入阿根廷政府地圖，現時由南極條約體系管理。